# Insulinepomp

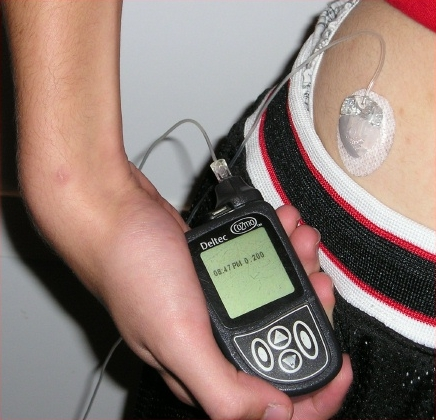
Insulinepomp met infuusset

Een insulinepomp is een pomp die gebruikt wordt om insuline toe te dienen bij diabetes mellitus-patiënten.
Het geheel bestaat uit drie delen:
1. de pomp
2. het insulinereservoir
3. de infuusset

## Voordelen
Medisch gezien is het belangrijkste voordeel van een pomp dat hij vrijwel continu zeer kleine hoeveelheden insuline afgeeft waardoor de dosering veel gelijkmatiger is dan bij langwerkende insuline en daarmee de aanmaak van insuline langs natuurlijke wijze zo veel mogelijk wordt benaderd. Daardoor is de bloedsuiker beter te regelen.
Voor de patiënt zijn er ook veel voordelen: zo wordt het veel eenvoudiger om extra insuline te geven, als er iets anders gegeten wordt dan het standaard voedingspatroon. Om een voorbeeld te geven: normaal wordt met een pen geïnjecteerd bij elke maaltijd, maar als op een verjaardag een stukje gebak wordt gegeten, hoort daarvoor een extra injectie te worden gegeven. Dat is om meerdere redenen belastend: mensen zien het, het prikken kan vervelend zijn en het aantal punctieplekjes neemt toe. Met de pomp kan eenvoudig en discreet (sommigen hebben zelfs een afstandsbediening) een extra bolus worden gegeven zonder deze nadelen. Dit komt het comfort voor de patiënt en de therapietrouw ten goede. 
Bij jonge kinderen is dit voordeel extra zwaarwegend: zij hebben vaak nog een sterk wisselend eetpatroon, en het toedienen van injecties is niet uit te leggen. Het kind ziet alleen maar weer een prik. Daarom wordt bij hen vaak al direct een pomptherapie gestart waar bij volwassenen eerst geprobeerd wordt met een pen te behandelen.
Verdere voordelen:
- De pomp kent verschillende basaalprofielen waardoor de insuline afgifte direct aangepast kan worden, tevens kan de basaal afgifte per uur ingesteld worden zodat nachtelijke hypo's voorkomen kunnen worden. Dit kan ook aan een afwijkend activiteitenpatroon (bijvoorbeeld uitslapen in het weekend) worden aangepast.
- Er is een verbinding met de computer mogelijk zodat meteen de afgifte van insuline over meerdere dagen nagekeken kan worden. Sommige pompen hebben daarbij ook de mogelijkheid om te communiceren met de bloedsuikermeter en die waarden mee te nemen. Daarmee ontstaat een redelijk compleet beeld van de effectiviteit van de behandeling, wat voor patiënt en zorgverlener een steeds belangrijker instrument is om de behandeling te optimaliseren.

## Nadelen
- Het nadeel is dat de pomp 24 uur per dag aangekoppeld zit, de pomp kan kortstondig losgekoppeld worden maar het lichaam krijgt dan totaal geen insuline meer toegediend (in tegenstelling tot spuiten met langdurige insuline met de injectiepen).
- Doordat de pomp 24 uur per dag verbonden is met de huid door middel van een infuusset komen huidirritaties vaker voor en kunnen de spuitplekken wat heftiger zijn. Daar staat tegenover dat er minder spuitplekken zijn, waardoor het makkelijker wordt om ze te verspreiden.
- Een pomp moet voorzichtig behandeld worden dus bij bepaalde sporten moet er naar een oplossing gezocht worden waar je de pomp het beste kan laten zodat deze beschermd is of de pomp afkoppelen.

## Oorsprong
De eerste insulinepomp is ontwikkeld door dr. Robert Fischell, een Amerikaans ruimtewetenschapper, die veel heeft bijgedragen aan de ontwikkeling van diverse medische apparaten zoals de implanteerbare cardioverter-defibrillator. Het pompmechanisme is gebaseerd op technieken die gebruikt werden voor het ruimtevaartuig de Viking dat op de planeet Mars landde.

## Fabrikanten
De meeste gebruikte pompen in Nederland zijn die van "Medtronic (Minimed)" of van "Roche (Accu-Chek)". De infuussets van beide fabrikanten zijn onderling uitwisselbaar. De Cozmopomp van Smiths Medical is een zeer bekende pomp. Deze pomp is echter niet meer leverbaar. Eind 2010 introduceerde "Ypsomed" een geheel nieuw type insulinepomp in de vorm van een 'half ei', die met een pleister op het lichaam wordt geplakt. Een losse infuusset met slangetje is daarmee overbodig geworden.

## Zeer kortwerkende insuline
- Op dit moment is de Accu-Chek D-Tron Plus de enige pomp die voorgevulde patronen kan gebruiken die gevuld zijn met de zeer snel werkende insuline humalog lispro.
- Vrijwel alle pompen worden sinds begin 2000 gevuld met (zeer) kortwerkende insuline in plaats van snelwerkende insuline.

## Het insulinereservoir
- Vrijwel alle insulinereservoirs moeten door de gebruiker zelf gevuld worden door middel van het opzuigen van de insuline uit een glazen flesje, de uitzondering hierop zijn de voorgevulde reservoirs van de fabrikant Lille die naast het gebruik in de D-tron pomp tevens in een injectiepen passen.
- De reservoirs die je zelf moet vullen zijn van kunststof terwijl de voorgevulde patronen van glas zijn.
- Sommige apotheken zijn erg behulpzaam en kunnen de reservoirs ook vullen indien gewenst.

## Toekomst

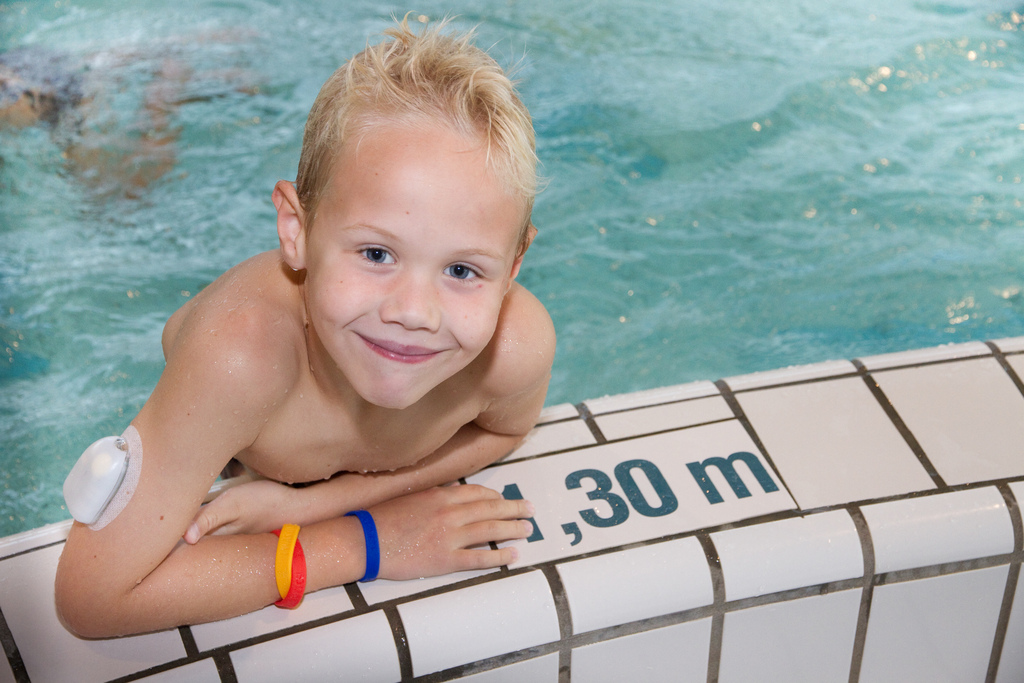
Moderne insulinepomp (waterdicht) zonder losse infusieset

- Verschillende fabrikanten zijn bezig de insulinepomp te koppelen met een bloedglucosemeting zodat de zogenaamde "hypo's" en "hypers" zo veel mogelijk beperkt kunnen worden.

- Op dit moment zijn ze bij Medtronic een pomp aan het ontwikkelen die onder de huid geplaatst wordt waardoor een infuusset en bijbehorende huidirritaties tot het verleden behoren.

- Medtronic is de eerste fabrikant van insulinepompen die sinds februari 2008 de Paradigm REAL-Time insulinepomp uitrust met een draadloze sensor waar een bloedglucosemeter op aangesloten kan worden. De glucosemeter is ongeveer de grootte van een cola dop en wordt op de buik aangebracht en geeft 288 metingen per dag waardoor de kans op hypo's en hypers verminderd kan worden.